# Arbeitsgesellschaft

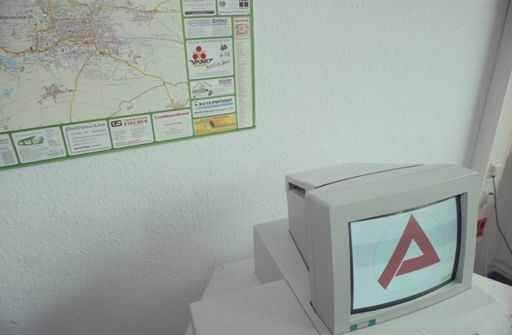
Arbeit bzw. Arbeitslosigkeit wird von der Bundesagentur für Arbeit verwaltet. Computerbildschirm in einer Arbeitsagentur

Der Begriff Arbeitsgesellschaft geht auf Hannah Arendt und ihr Werk Vita activa oder Vom tätigen Leben zurück. In der Arbeitsgesellschaft unterscheidet Arendt drei menschliche Grundtätigkeiten: Arbeiten, Herstellen und Handeln. Im 17. Jahrhundert hätten Philosophen der Neuzeit begonnen die Arbeit zu verherrlichen. Das habe Anfang unseres Jahrhunderts damit geendet, dass „sich die Gesellschaft im Ganzen in eine Arbeitsgesellschaft verwandelte“. In den frühen 1980er Jahren wurde dieser Begriff im Zusammenhang einer soziologischen Diskussion über die Krise der Arbeitsgesellschaft von Ralf Dahrendorf und Claus Offe wieder aufgegriffen. Der 21. Deutsche Soziologentag 1982 in Bamberg stand unter dem Generalthema Krise der Arbeitsgesellschaft. Eröffnet wurde die Tagung mit Plenarvorträgen von Dahrendorf (Wenn der Arbeitsgesellschaft die Arbeit ausgeht) und Offe (Arbeit als soziologische Schlüsselkategorie?). Dahrendorf bestimmt die Arbeitsgesellschaft als „Gesellschaft, die Arbeit in eigene Rollen faßt und diesen Rollen eine prägende Bedeutung im Leben der Menschen wie in den Institutionen der Gesellschaft zumißt“.

## Krise der Arbeitsgesellschaft
Ausgelöst durch die im Zuge der ersten Ölkrise angestiegene Arbeitslosigkeit verwendete Dahrendorf nicht nur Ahrendts Begriff von der Arbeitsgesellschaft, er übernahm auch die von Arendt formulierte „Aussicht auf eine Arbeitsgesellschaft, der die Arbeit ausgegangen ist“, um die relative Schrumpfung der Aufnahmekapazität des Arbeitsmarktes in den fortgeschrittenen Gesellschaften zu thematisieren. Claus Offe und Joachim Matthes haben Arbeitsgesellschaft als „Krisenbegriff“ übernommen. Er wurde von ihnen und anderen Kollegen in zahlreichen Aufsätzen unter quantitativen und qualitativen Aspekten analysiert. Offe zufolge habe die Schlüsselfunktion von Arbeit für Struktur und Dynamik der Gesellschaft zur Konstituierung der Arbeitsgesellschaft, einem „arbeitszentrierten Gesellschaftsmodell“, geführt. Die Schlüsselfunktion ergebe sich daraus, dass „Einkommens-, Teilhabe- und Lebenschancen direkt oder durch Vermittlung privater und öffentlicher Haushalte an die Erwerbsarbeit gekoppelt sind“. Die trotz Wirtschaftswachstum zunehmende Arbeitslosigkeit und der Bedeutungsrückgang von Erwerbsarbeit im Vergleich zu anderen Lebensbezügen gebiete es, „sich endgültig von der Fiktion der Arbeitsgesellschaft zu verabschieden“. Auch Dahrendorf konstatierte angesichts der verbreiteten und zunehmenden Arbeitslosigkeit, die nur „der sichtbare Ausdruck einer viel weitergehenden Reduktion der Arbeit in den modernen Gesellschaften“ sei: „Der Weg zurück zur Arbeitsgesellschaft ist uns verbaut“. André Gorz nimmt die von Dahrendorf im Anschluss an dessen vorstehendes Diktum formulierte Frage nach den Alternativen zur Arbeitsgesellschaft in seiner Schrift Wege ins Paradies (1983) auf. Er entwirft ein Gesellschaftsszenario, demzufolge jedem Bürger ein vom Arbeitsplatz unabhängiges Sozialeinkommen bei einem lebenszeitlichen Arbeitsquantum von 20.000 Stunden zu garantieren sei.
Anfang des 21. Jahrhunderts beobachtet u. a. Robert Castel die Entwicklung und sichtbaren Folgen dieser Krise der Arbeitsgesellschaft, die Arendt schon Mitte der 1950er Jahre prognostizierte, und weist darauf hin, dass im postfordistischen Kapitalismus durch Massenarbeitslosigkeit und zunehmende Prekarisierung der Lebens- und Arbeitsverhältnisse die rechtlichen Garantien für das errungene „Sozialeigentum der abhängig Beschäftigten“ gefährdet sind.